# Solzago
Solzago (Solzagh in dialetto brianzolo, AFI: [sulˈtsɑːk]) è una frazione del comune comasco di Tavernerio posta in altura ad ovest del centro abitato.

## Storia
La località era un piccolo villaggio che faceva comune insieme a Tavernerio. Testimonianza dell'unione comunale è riscontrabile sia negli Statuti di Como del 1335, che indicano l'appartenenza dei "comunia de Solzago et de Tabernario" alla Pieve di Zezio, sia nel Liber consulum civitatis Novocomi, ossia il registro i giuramenti prestati dai consoli del comune dal 1510 al 1538.
Nel 1652 il comune di "Solzago e Tavernè" pagò il riscatto per l'infeudazione. L'avvenuta redenzione comportò un pagamento quindicennale in denaro a favore della città di Como, la quale a sua volta era tenuta a versare la somma alla regia Camera del Ducato di Milano.
Alcuni documenti risalenti al 1751 rivelano come il comune, che contava 700 abitanti distribuiti in due distinti nuclei e due distinte parrocchie, fosse amministrato da un consiglio che si riuniva al suono della campana in luogo posto tra Solzago e Tavernerio. Il consiglio veniva convocato dai consoli dei due nuclei. Il comune era composto da cinque deputati, di cui tre per Tavernerio e due per Solzago, che restavano in carica a piacere delle parti e che eleggevano il sindaco. Quest'ultimo esercitava le anche le funzioni da cancelliere, a cui era demandata l’amministrazione del patrimonio comunale. Ognuno dei due nuclei aveva un proprio console, scelto a turno ogni mese in rappresentanza delle famiglie. Ai consoli venivano affidate le mansioni di sorviglianza dell’attività dei sindaci e di esattore. I documenti del 1751 attestano inoltre come a quei tempi Solzago costituisse ancora un'entità autonoma da Tavernerio, sempre inserita nella Pieve di Zezio, e comprendente anche i cassinaggi di San Bartolomeo, Nisia, Fontana di sotto, Gilasca e Carlasco. 
Nel 1757 in seguito alle riforme dell'imperatrice Maria Teresa ne fu diviso in ragione del fatto che i due paesi avevano due distinte parrocchie.
La prima riunificazione avvenne nel 1808 su ordine di Napoleone, ma gli austriaci annullarono la decisione al loro ritorno nel 1815 con il Regno Lombardo-Veneto.
Dopo l'unità d'Italia, il paese non diede segni di crescita demografica. Fu il fascismo a decidere la soppressione del comune, che nel 1928 fu aggregato a Tavernerio.

## Monumenti e luoghi d'interesse

Chiesa di San Giovanni Battista

La chiesa parrocchiale di Solzago, dedicata a S. Giovanni Battista, nel 1647 si rese indipendente dalla parrocchia di Tavernerio. Al suo interno, contiene una pala d’altare dipinta da Lodovico Pogliaghi nel 1884. Nel 1768, durante la visita del vescovo Giambattista Mugiasca alla pieve di Zezio, la chiesa parrocchiale di San Giovanni Battista aveva competenza anche sull'oratorio di San Marco evangelista in Gilasca, di giuspatronato del nobile Giacomo Avogadro di Como, così come sulla chiesetta di San Francesco d'Assisi in Ravanera (situata a Camnago Volta), di giuspatronato della nobile famiglia Odescalchi di Como.

## Società

### Evoluzione demografica
- 1859: 398 abitanti.[5]
- 1861: 395 abitanti.[5]
- 1871: 385 abitanti.[5]
- 1881: 418 abitanti.[5]
- 1901: 436 abitanti.[5]
- 1911: 411 abitanti.[5]
- 1921: 435 abitanti.[5]